# Takihi
El takihi és un plat a base de taro i papaia tallats a rodanxes fines, col·locats en capes superposades i condimentats amb llet de coco, després cuits al forn. És considerat el plat nacional de Niue.
Normalment, se sala el takihi abans de coure'l, mentre que la utilització de ceba és opcional.